# إزمير
إزمير (بالتركية: İzmir) هي مدينة تقع غرب الأناضول بتركيا، وتُعَد المدينة الثالثة الأكثر اكتظاظًا بالسكان في تركيا من بعد إسطنبول وأنقرة وهي ميناء التصدير الأول، ومركز بيع منتجات الأودية الإيجية الغنية بمحصولاتها الزراعية، وفيها سوق مهمة لتوزيع المنتجات المصنعة المستوردة، ويُقام فيها معرض سنوي هو أهم تظاهرة تجارية في المنطقة، وتُعدُّ إزمير من جهة أخرى، المدينة الصناعية التركية الثانية من بعد إسطنبول إذ يشتغل 31% من القوى العاملة فيها في نشاطات صناعية. وتمتد المدينة من خليج إزمير عبر غيدز في نهر دلتل إلى شرق السهل الرسوبي. يبلغ عدد سكان أزمير حوالي 4.425.789 نسمة بحسب إحصاء سنة 2021. وتتكون هذه المدينة من عدة أحياء التي أصبحت محط أنظار السياح مؤخرًا لامتلاكها العديد من مناطق الجذب السياحية والثقافية والترفيهية كالساحات والمتاحف الأثرية والشواطئ والحدائق.

## التسمية
سماها ابن بطوطة يزمير، وكانت تُعرف قديماً في معظم اللغات باسم سميرنة أو سميرنا (باليونانية: Σμύρνη) حيث أسسها الإغريق.
يعود أصل الاسم الحديث «إزمير» إلى الاسم اليوناني الأصلي سميرنا و «سميرن» وهي التسمية التي أطلقت عليها منذ أن أسس اليونانيون المدينة. في العصور الوسطى أطلق الغربيون أسماءً عدة عليها مثل سمير وزميرا وأيسميرا وأيزميرا، والتي صارت تلفظ إزمير في اللغة التركية، وكُتبت في الأصل باسم «ايزمير» في الأبجدية التركية العثمانية.
في اللغة الإنجليزية، كانت المدينة في القرن العشرين تسمى سميرنا. اعتمدت إزمير (أحيانًا إزمير) باللغة الإنجليزية ومعظم اللغات الأجنبية بعد أن تبنت تركيا الأبجدية اللاتينية في عام 1928 وحثت الدول الأخرى على استخدام الاسم التركي للمدينة.

## التاريخ
كانت تسمى إزمير سابقًا بالاسم اليوناني «سميرناه» وهي تعد من المدن القديمة في آسيا الصغرى، قام اليونانيون ببناء الأكروبولس – قلعة تحتوي على عدة مقدسات – على قمة جبل باقوس التي بُنيت المدينة عليه، ولكن مع كل هذا لم يتبقَ لها أي آثار تقريبًا.
أحد هذه المقدسات كانت للشاعر اليوناني هوميروس، وبحسب أقوال سكان سميرناه العتيقة فإن هومروس قد ولد في مدينتهم. في نهاية القرن السادس قبل الميلاد دُمِرت المدينة، بعدما تم بنائوها في نهاية القرن الرابع قبل الميلاد على يد الكسندر موكدان حيث كانت تعد إحدى المدن الباهرة في العالم.
منذ عام 1424 كانت المدينة جزءًا من الدولة العثمانية وكان معظم سكانها مسيحيين من اليونانيين والأرمن وأقلية من اليهود بعد الحرب العالمية الأولى فقط، وحينما كانت تركيا من ضمن المنتصرين فيها، سيطر الجنود اليونانيون على إزمير وما حولها في عام 1919، عندما أُبرِمت السيادة اليونانية أيضًا في معاهدة سفر في عام 1920.
قام مصطفى كمال باستعادة إزمير في عام 1922. وقد اشتعلت النيران في أجزاء كبيرة من المدينة، وفرّ معظم السكان اليونانيون منها. وبعد مرور عام صادقت السيادة التركية على معاهدة لوزان، بعد أن قامت كلًا من تركيا واليونان بالتوقيع على اتفاقية تبادل السكان على أساس ديني (المسيحيين لليونان والمسلمين لتركيا) حيث لم يتبقَ في المدينة أي يوناني. في المقابل بقيت أقلية من أتباع الكنيسة الأرمنيّة الأرثوذكسية ومن الشوام الكاثوليك.
خضعت المدينة لحكم السلاجقة في القرن الحادي عشر الميلادي، ولم تعد إلى الحكم البيزنطي إلا بعد أن أُجليَ السلاجقة عن نيقية عام 1097م، ثم فتحها آيدين التركماني، أمير أفسوس عام 1320م، وأصبحت قاعدة للإغارة على جزائر أرخبيل بحر إيجة وسفن الفرنجة التجارية، فاتحدت قوات الفرنجة البحرية تحت رعاية البابا لمواجهة هذه الغارات، واحتلت إزمير عنوة عام 1344م، ووضعت تحت حماية فرسان جزيرة رودس الذين ظلوا فيها حتى جاء تيمورلنك فأجلى الفرسان عن المدينة عام 1403م.
وفي عام 1425م انتقلت المدينة نهائياً إلى حكم العثمانيين، إلا أن الوضع فيها لم يستقر تمامًا بسب مركزها التجاري وموقعها الاستراتيجي المهم، فتعرضت لعدة هجمات خارجية من البحر منها غزو الأسطول البندقي عام 1472م، كما وقعت فيها أحداث شغب داخلية بين الطوائف كالمعركة التي جرت فيها عام 1797م بين الصقالبة والكرواتيين. ازدادت أهمية المدينة فأصبحت، لموقعها الطبيعي ومرفئها الفسيح، بابًا للشرق، ولا سيما بعد انفتاح تركية على التجارة الغربية، فكانت تحط فيها القوافل التي تنقل بضائع الشرق إلى الغرب، وتعود ببضائع الغرب إلى الشرق، فهي تشرف على أودية غديز ومندرس الكبيرة، وعلى مداخل الأناضول الرئيسة، والممرات الجبلية التي تربطها بمنطقة الأناضول الشمالية الغربية، وهي تسيطر على المنطقة بموقعها في وسط الساحل الإيجي. وقد أصابت المدينة عدة زلازل، كادت تخربها، منها زلزال عام 1688م، وزلزال آخر عام 1778م، وثالث عام 1928م. ولم تستأنف المدينة حياتها الطبيعية إلا منذ عام 1932م.
تضاربت أقوال المؤرخين في تاريخ تأسيس المدينة، وحسب سترابون، فإن أنتيگونوس (316—301 ق.م.) وليسيماخوس (301 ق.م.—281 ق.م.)، الحاكم في عهد الاسكندر، أعادا بناءها في القرن الرابع قبل الميلاد على سفح جبل باغوس Pagos بالقرب من الطرف  الجنوبي الشرقي للخليج، جزئياً على الأرض المنخفضة بين الربوة والبحر. وازدادت أهميتها شيئًا فشيئًا نتيجة ردم الموانئ الأخرى بالطمي، وزوال ميناء إفسوس، منفذ وادي مندرس الصغير وأكبر ميناء في العصر الهلنستي، في حين لم يطرأ تغير على إزمير لأنها لا تقع في منفذ الوادي، وبهذا ساعدت العوامل الجيومورفولوجية على ازدهارها في الوقت الذي أثرت فيه تأثيرًا سلبيًا في المناطق الأخرى. وقد عدها استرابون أجمل المدن الآسيوية.
وكان جو أزمير أطيب من جو غيرها من البلدان رغم كثرة من كان فيها من صيّادي السمك. وقد وصفها بليناس الحكيم  الذي كان جواب آفاق بأنها «أجمل مدينة تحت الشمس»(599). وكانت تزدهي على غيرها من المُدن بشوارعها الطويلة المستقيمة، وأعمدتها ذات الطبقتين من القرميد، ومكتبتها، وجامعتها. وقد وصفها رجل من أشهر أبنائها وهو إيليوس أرستيدس Aelius Arisitides (117- 1877م) وصفًا يكشف عما كانت عليه المُدن الرومانية الهلنستية من روعة وبهاء، فقال:
| إزمير | سر فيها من الشرق إلى الغرب تمرُّ بهيكل في إثر هيكل، ومن تل في إثر تل، مُخترقاً شارعًا أجمل من اسمه (الطريق الذهبي). ثم قِفْ فوق حصنها ترَ البحر يمتد تحتك، والضواحي تنتشر حولك. والمدينة إذا نظرت إليها ثلاث نظرات ملأت قلبك سرورًا وغبطة... وكل شيء فيها من طرفها الداخلي إلى شاطئ البحر كتلة برّاقة من ساحات للألعاب، وأسواق، وملاهٍ... وحمّامات بلغت من الكثرة حدًا لا يسهل عليك معه أن تعرف في أيها تستحم، وفوارات وطرقات عامة، ومياه جارية في كل بين من بيوتها. وإن ما فيها من مناظر جميلة، ومباريات، ومعارض ليجل عن الوصف؛ أما الصناعات اليدوية فحدث عن كثرتها ولا حرج. وهذه المدينة هي أنسب المدائن كلها لمن يريدون أن يعيشوا في هدوء وطمأنينة ليكونوا فلاسفة لا يعرفون الغش والخداع. | إزمير |

وكان إيليوس واحدًا من كثيرين من البلغاء والسفسطائيين الذين اجتذبت شهرتهم الطلاب إلى أزمير من جميع بلاد هلاس؛ وكان معلّمه بوليمو Polimo رجلاً بلغ من العظمة- كما يقول فيلوستراتس- «درجة جعلته يتحدّث والمدائن أقل منه، والأباطرة لا يعلون عليه، والآلهة أنداد له». وكان إذا حاضر في أثينة استمع إليه هرودس أتيكوس Herodes Atticuss أعظم منافسيه في البلاغة، وكان من تلاميذه المعجبين به. وأرسل إليه هرودس 150.000 درخما (90.0000 دولار أمريكي) نظير استمتاعه بميزة الاستماع إلى محاضراته؛ ولما لم يشكر له بوليمو عمله هذا، قال له أحد الأصدقاء إن المحاضر قد استقلّ المبلغ، فبعث إليه هرودس مائة ألف أخرى، قبلها بوليمو في هدوء على أنها حقٌّ له. وقد استخدم بوليمو ثروته في تزيين المدينة التي اتخذها وطنًا له؛ واشترك في حكمها، ووفّق بين أحزابها، وكان سفيرًا لها. وتقول الرواية المأثورة إنه أيقن أنه لا يطيق الصبر على داء المفاصل الذي كان مصابًا به، فدفن نفسه في قبر أسلافه في لاوديسيا، وأمات نفسه جوعًا في سن السادسة والخمسين.

## الديانة
غالبية سكان ازمير هم مُسلمين سُنة كما هو الغالب في تركيا
كانت طائفة يهود إزمير إحدى الطوائف الكبيرة والمهمة في الدولة العثمانية، وبدأً من القرن السابع عشر. وبلغت ذروتها في القرن التاسع عشر، حيث قطِن المدينة ما يربو على 40,000 يهودي.
وقد سكن اليهود إزمير (سميرناه) في العصور القديمة حيث كان ذلك مذكورًا في العهد الجديد (الأنجيل)، ولكن لم يكن في المدينة أي حضور يذكر للطائفة في العهد البيزنطي، إلى أن قام العثمانيون بفتح المدينة في عام 1424 بعد فترة استمرت مئتا عام. وفي بداية القرن السابع عشر، ومع ازدهار مدينة إزمير تجاريًا، بدأت الطائفة اليهودية بالظهور في المدينة، وتشكل معظمها من سلالة لجولي سفرد، حيث جاء أغلبهم إلى أزمير من سالونيك أو من إسطنبول.
ولقد تمتعت الطائفة باستقلال ذاتي وحرية دينية نسبيًا، حيث أقامت منظمات تعليمية ومحاكم مستقلة. وعلى مر السنين، عمل أبناء الطائفة اليهودية في التجارة وفي مجالات الإنتاج المختلفة، وانخرطوا في مؤسسات السلطة. وفي عام 1657 تأسس في المدينة مطبعة عبرية، عمل بها مؤسسات حضارية عدة وتم نشر صحف يهودية في القرن التاسع عشر.
اكتشف كلًا من شبتي تسيفي ومشيخ شكر طوائف عديدة في العالم اليهودي في القرن السابع عشر، حيث كانا من سكان المدينة حيث يعود لهما الفضل في الكثير من الأعمال لهذه الطائفة.
وبدأت بالانحسار تدريجيًا وذلك في القرن التاسع عشر، وزاد هذا الانحسار في أعقاب الأضرار التي أصيبت المدينة في الحرب مع اليونان. وهاجر ما يقارب 10,000 من أبناء الطائفة إلى فلسطين بعد قيام دولة الاحتلال الصهيوني. حيث يقدر عدد هذه الطائفة الآن بحوالي 2,000 شخص.
يعيش في إزمير مجتمع مشرقي كاثوليكي، وتعود أصول معظمهم إلى مدينة جنوة وبدرجة أقل إلى أصول فرنسية أو من مدينة البندقية، وحضورهم بشكل رئيسي في المدينة هو في مقاطعتي بورنوفا وبوكا. واحدة من أبرز شخصيات المجتمع في الوقت الحاضر هي كارولين جيرود كوتش، زوجة رجل الأعمال التركي الشهير مصطفى كوش، الذي تعد شركته، كوتش القابضة، وواحدة من أكبر التكتلات الصناعية المملوكة للأسرة في العالم.
كانت إزمير تضم في يوم من الأيام مجتمع كبير من اليونانيين والأرمن، ولكن بعد انتهاء الحرب اليونانية التركية، تم نقل العديد من المسيحيين الباقين في المدينة إلى اليونان بموجب شروط اتفاقية التبادل السكاني بين اليونان وتركيا 1923.

## المناخ
تتمتع إزمير بصيف جاف ومشمس، وشتاء عاصف وممطر مع إمكانية تساقط الثلوج خلاله، أما أنسب أوقات الزيارة تكون في الصيف والربيع. لإزمير مناخ مشابه لمناخ البحر الأبيض المتوسط، فحسب تصنيف كوبن للمناخ فإن فصل الصيف فيها طويل حار وجاف. أما شتائها فهو معتدل إلى بارد بمعدل هطول أمطار يصل حتى 686 مليمتر (27 بوصة) بالسنة.
نادرًا ما تصل درجات الحرارة في فصل الشتاء ما بين 10 و 16 °م (50 و 61 °ف)
معدل تساقط الأمطار= (29.09.2006) 145.3 kg/m2
معدل تساقط الثلوج= (8.0 cm (04.01.1979
| البيانات المناخية لـİzmir (1950-2014)                                                             | البيانات المناخية لـİzmir (1950-2014) | البيانات المناخية لـİzmir (1950-2014) | البيانات المناخية لـİzmir (1950-2014) | البيانات المناخية لـİzmir (1950-2014) | البيانات المناخية لـİzmir (1950-2014) | البيانات المناخية لـİzmir (1950-2014) | البيانات المناخية لـİzmir (1950-2014) | البيانات المناخية لـİzmir (1950-2014) | البيانات المناخية لـİzmir (1950-2014) | البيانات المناخية لـİzmir (1950-2014) | البيانات المناخية لـİzmir (1950-2014) | البيانات المناخية لـİzmir (1950-2014) | البيانات المناخية لـİzmir (1950-2014) |
| الشهر                                                                                             | يناير                                 | فبراير                                | مارس                                  | أبريل                                 | مايو                                  | يونيو                                 | يوليو                                 | أغسطس                                 | سبتمبر                                | أكتوبر                                | نوفمبر                                | ديسمبر                                | المعدل السنوي                         |
| ------------------------------------------------------------------------------------------------- | ------------------------------------- | ------------------------------------- | ------------------------------------- | ------------------------------------- | ------------------------------------- | ------------------------------------- | ------------------------------------- | ------------------------------------- | ------------------------------------- | ------------------------------------- | ------------------------------------- | ------------------------------------- | ------------------------------------- |
| الدرجة القصوى °م (°ف)                                                                             | 21.4 (70.5)                           | 23.9 (75.0)                           | 30.5 (86.9)                           | 32.5 (90.5)                           | 37.5 (99.5)                           | 41.3 (106.3)                          | 42.6 (108.7)                          | 43.0 (109.4)                          | 40.1 (104.2)                          | 36.0 (96.8)                           | 30.3 (86.5)                           | 25.2 (77.4)                           | 43.0 (109.4)                          |
| متوسط درجة الحرارة الكبرى °م (°ف)                                                                 | 12.5 (54.5)                           | 13.6 (56.5)                           | 16.3 (61.3)                           | 20.9 (69.6)                           | 26.0 (78.8)                           | 30.8 (87.4)                           | 33.2 (91.8)                           | 32.9 (91.2)                           | 29.1 (84.4)                           | 22.9 (73.2)                           | 18.4 (65.1)                           | 14.1 (57.4)                           | 22.6 (72.6)                           |
| المتوسط اليومي °م (°ف)                                                                            | 8.9 (48.0)                            | 9.5 (49.1)                            | 11.7 (53.1)                           | 15.9 (60.6)                           | 20.8 (69.4)                           | 25.6 (78.1)                           | 28.0 (82.4)                           | 27.6 (81.7)                           | 23.6 (74.5)                           | 18.8 (65.8)                           | 14.0 (57.2)                           | 10.6 (51.1)                           | 17.9 (64.3)                           |
| متوسط درجة الحرارة الصغرى °م (°ف)                                                                 | 5.9 (42.6)                            | 6.2 (43.2)                            | 7.8 (46.0)                            | 11.3 (52.3)                           | 15.5 (59.9)                           | 20.0 (68.0)                           | 22.6 (72.7)                           | 22.5 (72.5)                           | 18.7 (65.7)                           | 14.7 (58.5)                           | 10.7 (51.3)                           | 7.7 (45.9)                            | 13.6 (56.5)                           |
| أدنى درجة حرارة °م (°ف)                                                                           | −6.4 (20.5)                           | −5.2 (22.6)                           | −3.1 (26.4)                           | 0.6 (33.1)                            | 7.0 (44.6)                            | 10.0 (50.0)                           | 16.0 (60.8)                           | 15.2 (59.4)                           | 10.0 (50.0)                           | 5.3 (41.5)                            | −1.7 (28.9)                           | −4 (25)                               | −6.4 (20.5)                           |
| معدل هطول الأمطار مم (إنش)                                                                        | 124.4 (4.90)                          | 101.9 (4.01)                          | 75.1 (2.96)                           | 46.7 (1.84)                           | 30.9 (1.22)                           | 9.1 (0.36)                            | 1.9 (0.07)                            | 2.0 (0.08)                            | 15.1 (0.59)                           | 44.7 (1.76)                           | 94.7 (3.73)                           | 143.3 (5.64)                          | 689.8 (27.16)                         |
| متوسط الأيام الممطرة                                                                              | 11.9                                  | 10.7                                  | 9.1                                   | 8.2                                   | 5.4                                   | 2.0                                   | 0.5                                   | 0.5                                   | 2.0                                   | 5.6                                   | 8.9                                   | 12.7                                  | 77.5                                  |
| متوسط الرطوبة النسبية (%)                                                                         | 68                                    | 63                                    | 62                                    | 58                                    | 55                                    | 48                                    | 42                                    | 47                                    | 53                                    | 60                                    | 68                                    | 70                                    | 58                                    |
| ساعات سطوع الشمس الشهرية                                                                          | 133.3                                 | 141.3                                 | 195.3                                 | 219.0                                 | 294.5                                 | 342.0                                 | 375.1                                 | 353.4                                 | 300.0                                 | 226.3                                 | 159.0                                 | 124.0                                 | 2٬863٫2                               |
| المصدر #1: Turkish Meteorological Service, World Meteorological Organization (precipitation data) |                                       |                                       |                                       |                                       |                                       |                                       |                                       |                                       |                                       |                                       |                                       |                                       |                                       |
| المصدر #2: BBC Weather (humidity values)                                                          |                                       |                                       |                                       |                                       |                                       |                                       |                                       |                                       |                                       |                                       |                                       |                                       |                                       |

## العمارة والمعالم

### برج ساعة إزمير
وهو برج الساعة التاريخي والذي يقع في ساحة كوناك وقد تم تصميمه من قبل المهندس المعماري الفرنسي المشرقي ريموند تشارلز بيير وقد بنيت عام 1901م لإحياء الذكرى 25 لجلوس عبد الحميد الثاني على العرش وقد زينت بأسلوب متقن بالعمارة العثمانية وقد بنيت من الحديد والرصاص وطوله حوالي حوالي 25 متر وتتميز بأربعة نوافير وتم وضعها حول القاعدة في خط دائري.

### قلعة كاديفيكال
تقع هذه القلعة على تلة داخل منطقة إزمير الحضرية وقد بنيت من الجنرال ليسيماشوس وتم تسميتها بهذا الاسم في عصور ما قبل التركية واليونانية وقد تم ترميم أجزاءها الباقية وهم البوابة وصهاريج الرمانية وبرج المراقبة في عام 2007م.

### كيميرالتي
وهو السوق التاريخي (البازار) لإزمير والذي أنشئ في القرن السابع عشر وتشكل في جميع أنحاء الشوارع المحيطة بخليج المدينة ويعد هذا السوق من أكثر المناطق حيوية في إزمير فهو قلب إزمير وروحها ويضم السلع الجلدية والملابس والمجوهرات وأسواق الزهور بالإضافة لانتشار المقاهي فيه، وهناك أكبر مسجد في المدينة وهو جامع حصار المبني بأنماط كلاسيكية عثمانية والمزخرفة بزخارف زرقاء.

### أسانسور
وهو مبنى تاريخي يتوضع في ساحة كراتاس داخل حدود المنطقة الحضرية في كوناك واسمه مشتق من كلمة المصعد بالتركية وتم بناؤه في عام 1907م وترميمه مؤخرًا ويبعد حوالي 3 كم من وسط المدينة ومنذ ذلك الحين أصبح أحد معالم أزمير السياحية، وحاليًا أصبح أكثر مطاعم إزمير شهرةً.

## البنية التحتية
أخذت إزمير شكل بقية مدن البحر المتوسط، فهي تقع على سفح هضبة الحصن، ويمتد الحي السكاني نحو الشمال الشرقي يليه الميناء وإلى جانبه يقع أول تجمع لتصنيع المنتوجات الغذائية كالتبغ والزبيب والتين المجفف. وترتفع كثافة السكان في المناطق الواقعة خلف انالصناعي وحي الميناء، وتنخفض فيهما. وبهذا تقسم المدينة بوضوح إلى مناطق سكانية، وأخرى للأعمال الصناعية، وقد امتدت المدينة امتداداً ملحوظاً نحو الشمال في السهول المنخفضة، ووصلت إلى شاطئ الخليج الشمالي، حيث أغنى أحياء المدينة السكنية، وأنشئ تجمع صناعي آخر في حي المحطة (السنجق)، خلف المنطقة السابقة، لإنتاج المصنوعات النسيجية والقطنية. وفي شمالي الخليج يقع حي كارشي ياكا الذي أصبح ضاحية سكنية غنية بعد أن كان خاصاً بحمامات البحر والمنازل الصيفية، ويماثله حي انجير آلته في الجنوب.

## التركيبة السكانية

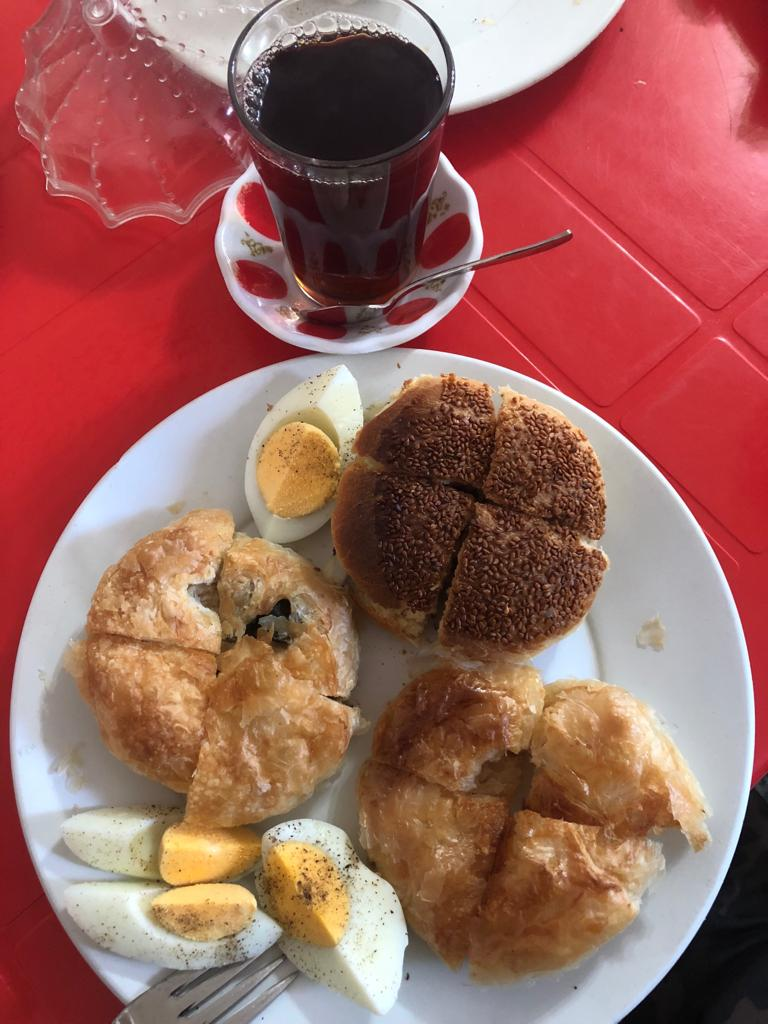
الإفطار الشعبي في إزمير

شهدت الفترة التي تلت الستينات والسبعينيات ضربة أخرى على إزمير عندما كانت الإدارات المحلية تميل إلى إهمال القيم والمعالم التقليدية لإزمير بالنسبة لكثير من السكان كان هذا خطير مثل حريق عام 1922. ولم يكن بعض المدراء يتوافقون دائما مع الحكومة المركزية في أنقرة وقلموا بانتظام عن الإعانات الحكومية، واستوعبت المدينة موجات هائلة من الهجرة من الأناضول الداخلية، مما تسبب في إعانات حكومية، واستوعبت المدينة موجات هائلة من الهجرة من الأناضول الداخلية، مما تسبب في انفجار سكاني. اليوم، ليس من المستغرب أن العديد من سكان إزمير (على غرار المقيمين في المدن التركية البارزة الأخرى) ينظرون إلى الوراء بحنين إلى مدينة أكثر حكمة وأكثر قابلية للإدارة.